# SoundArt Festival
SoundArt Festival este un festival internațional de muzică alternativă și arte vizuale desfășurat anual la București, România, începând cu anul 2017. Evenimentul promovează genuri precum stoner, post-rock, sludge, progressive și muzică experimentală, dar și forme interdisciplinare de expresie artistică: expoziții, simpozioane, performance-uri, lansări de carte și creație multimedia. Festivalul este organizat de platforma culturală SoundArt Bucharest, a companiei Cavalleria Events. si a asociatiei OST CULTURAL EVENTS.
SOUNDART FESTIVAL are si o extensie anuala in MALTA.
Ocazional, exista editii SOUNDART FESTIVAL in Cluj Napoca/ Romania, Timisoara/ Romania si in Sofia/ Bulgaria

## Istoricul edițiilor
| Ediția | Anul | Date         | Locații                       | Genuri dominante                                   | Artiști remarcabili                                                                     | Observații                                                                            |
| ------ | ---- | ------------ | ----------------------------- | -------------------------------------------------- | --------------------------------------------------------------------------------------- | ------------------------------------------------------------------------------------- |
| I      | 2017 | 4–7 mai      | Grădina Quantic               | Stoner, prog, alternative                          | Stoned Jesus, Exivious, Nightstalker, Roadkill Soda, White Walls                        | Ediție outdoor, cu simpozioane, expoziție și lansări de carte                         |
| II     | 2018 | 11–13 mai    | Quantic, Control, Fabrica     | Stoner, prog, alternative                          | Somali Yacht Club, Klimt 1918, Purple Dino, Puta Volcano                                | Ediție multivenue, colaborări internaționale                                          |
| III    | 2019 | 8–10 martie  | Quantic                       | Prog-metal, psychedelic, sludge                    | Riverside, Weedpecker, Perihelion, Lesoir, Planet of Zeus                               | Accent pe progressive european, prezență academică                                    |
| IV     | 2020 | 13–15 martie | Quantic                       | Post-metal, sludge, neofolk                        | Truckfighters, Allochiria, The Dead Creed, ARAC Ensemble                                | Introducerea neofolkului și performance-ului electroacustic                           |
| V      | 2023 | 1 aprilie    | Quantic                       | Vintage fuzz, prog, psychedelic                    | Mother of Millions, Fakir Thongs, Green Yeti, Gunshee                                   | Ediție concentrată într-o singură zi, cu vibe retro                                   |
| VI     | 2025 | 10–16 martie | Quantic, Hidden, Control Club | Experimental, noise, jazz industrial, arte vizuale | Villagers of Ioannina City, Bong-Ra, Hypnosaur, Beauty and the Rat, Five the Hierophant | Prima ediție extinsă pe o săptămână, cu expoziții, simpozioane și evenimente literare |

## Concept și structură
SoundArt Festival funcționează ca un hibrid între festival muzical, salon de artă contemporană și forum interdisciplinar. Fiecare ediție include:
- Serii de concerte live cu trupe internaționale
- Simpozioane pe teme de estetică și expresie vizuală
- Expoziții de artă și instalații multimedia
- Recitaluri literare și proiecții experimentale

Festivalul reunește artiști emergenți și consacrați, din România, Europa și Asia, fiind unic prin fuziunea genurilor muzicale alternative cu domeniile vizuale, teoretice și performative.

## Artiști internaționali notabili
- Riverside (Polonia), Stoned Jesus (Ucraina), Truckfighters (Suedia)
- Villagers of Ioannina City (Grecia), Bong-Ra (Olanda), Allochiria (Grecia)
- Hypnosaur (Polonia), Mother of Millions (Grecia), Fakir Thongs (Italia)
- Somali Yacht Club, Green Yeti, Planet of Zeus, Lesoir (NL)

## Locații folosite
- Grădina Quantic – spațiu principal în aer liber la început
- Club Quantic – locația constantă pentru concerte
- Control Club – spațiu pentru evenimente specializate
- Hidden – locație expozițională și pentru performance-uri
- Casa Universitarilor – simpozioane și întâlniri culturale